# Moschea Juma
La moschea Juma è una moschea del venerdì di Itchan Kala la cittadella fortificata di Khiva in Uzbekistan.

## La moschea
Si trova a est del mausoleo Sayid Alauddin. Al suo interno vi sono ben 218 colonne di legno che sorreggono il tetto le cui basi intagliate con scritte cufiche risalgono al X-XI secolo. La moschea è del 1788, ma vi era già un'antica moschea nel VIII secolo, di cui restano alcune colonne ancora in piedi, che vennero erette su un preesistente edificio ancora più antico. La moschea misura 55x46 m ed è costruita con un'unica grande sala, seguendo l'esempio di poche moschee al mondo come a Rabat e Afrasiab. Molto interessanti sono le decorazioni con motivi vegetali.
Tra il 1996 e il 1997 la moschea è stata restaurata e alcune colonne sostituite.
Prospiciente alla moschea vi è anche il minareto Juma alto 47 m.

## Galleria d'immagini

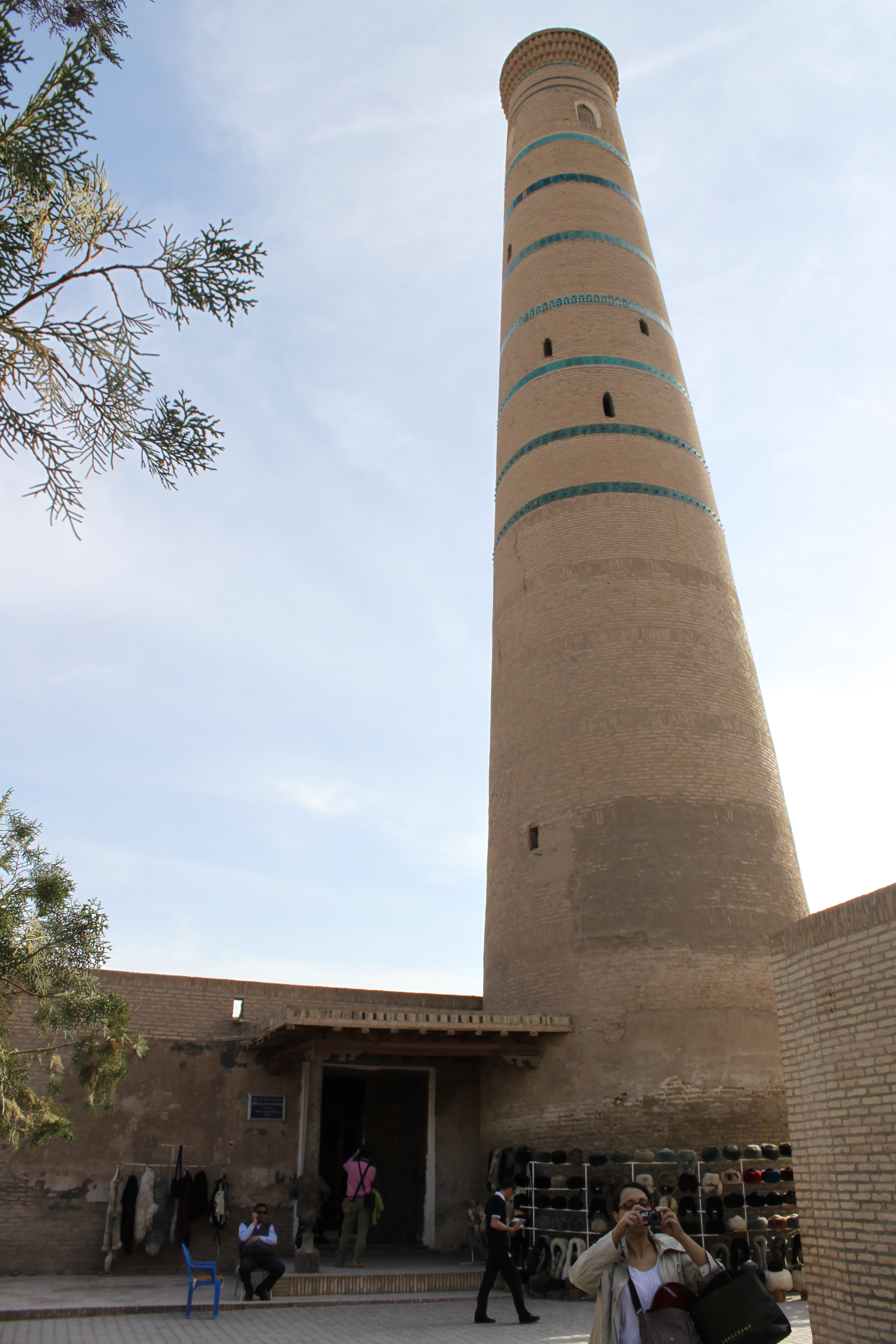
Il minareto Juma
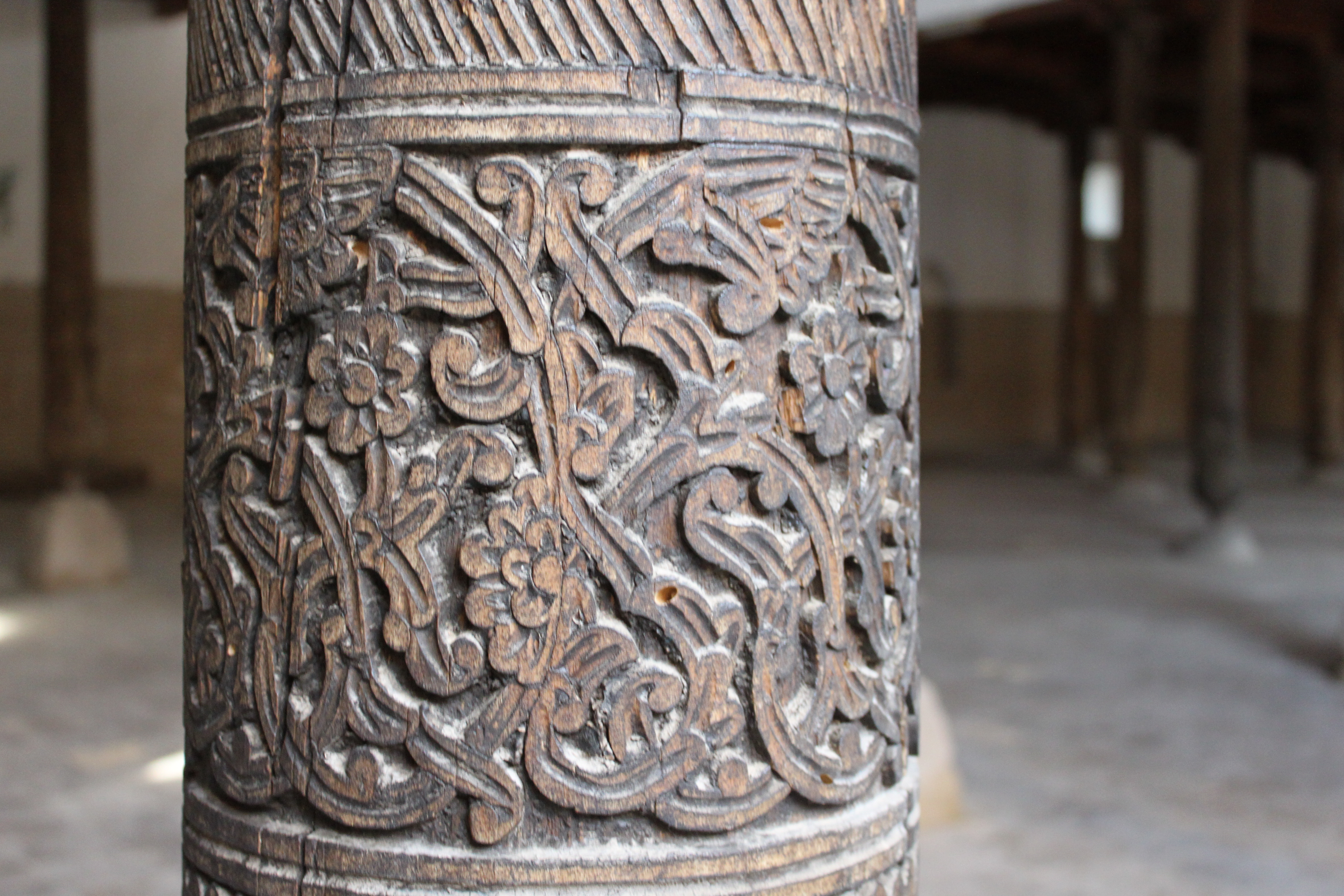
Decorazione di una colonna
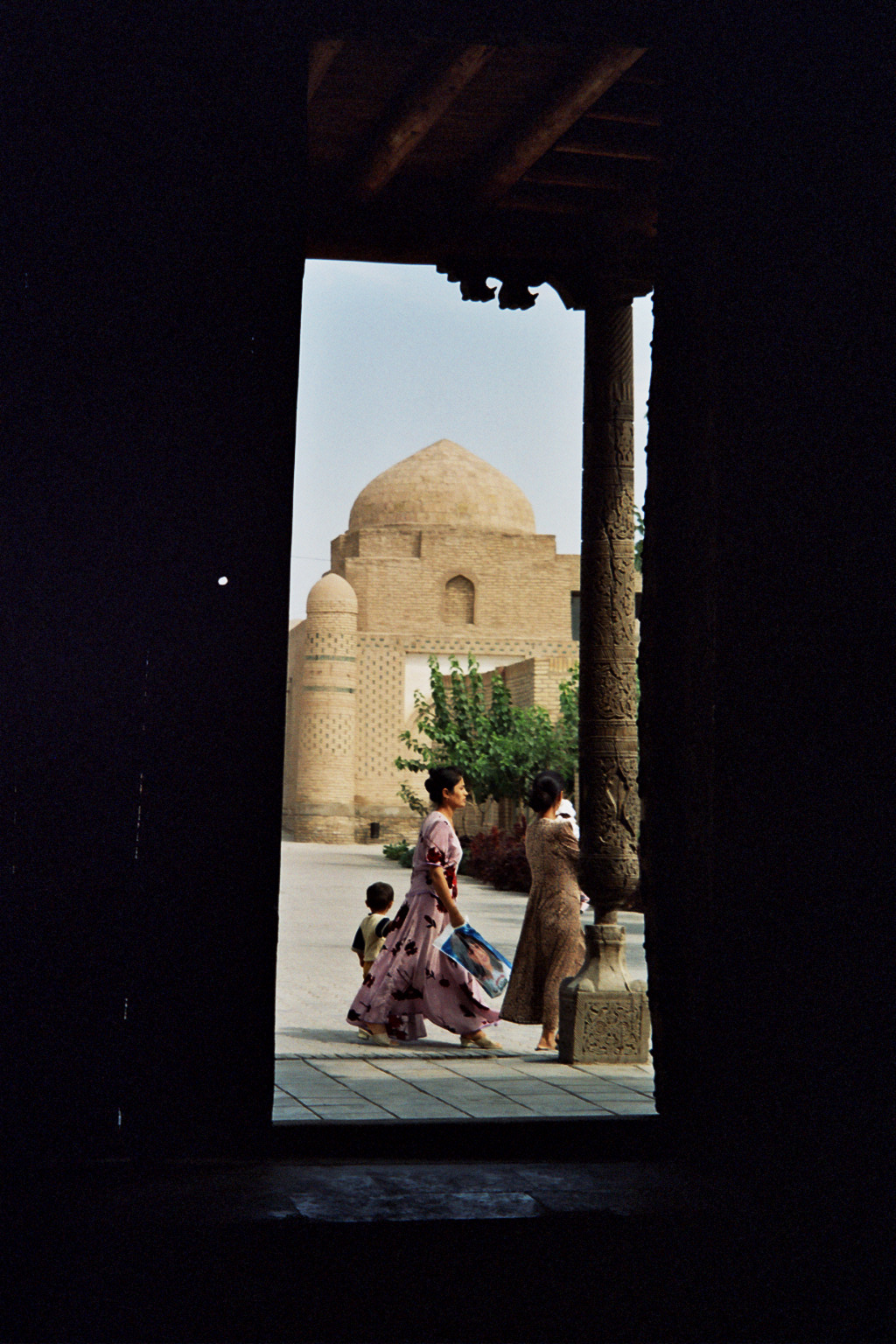
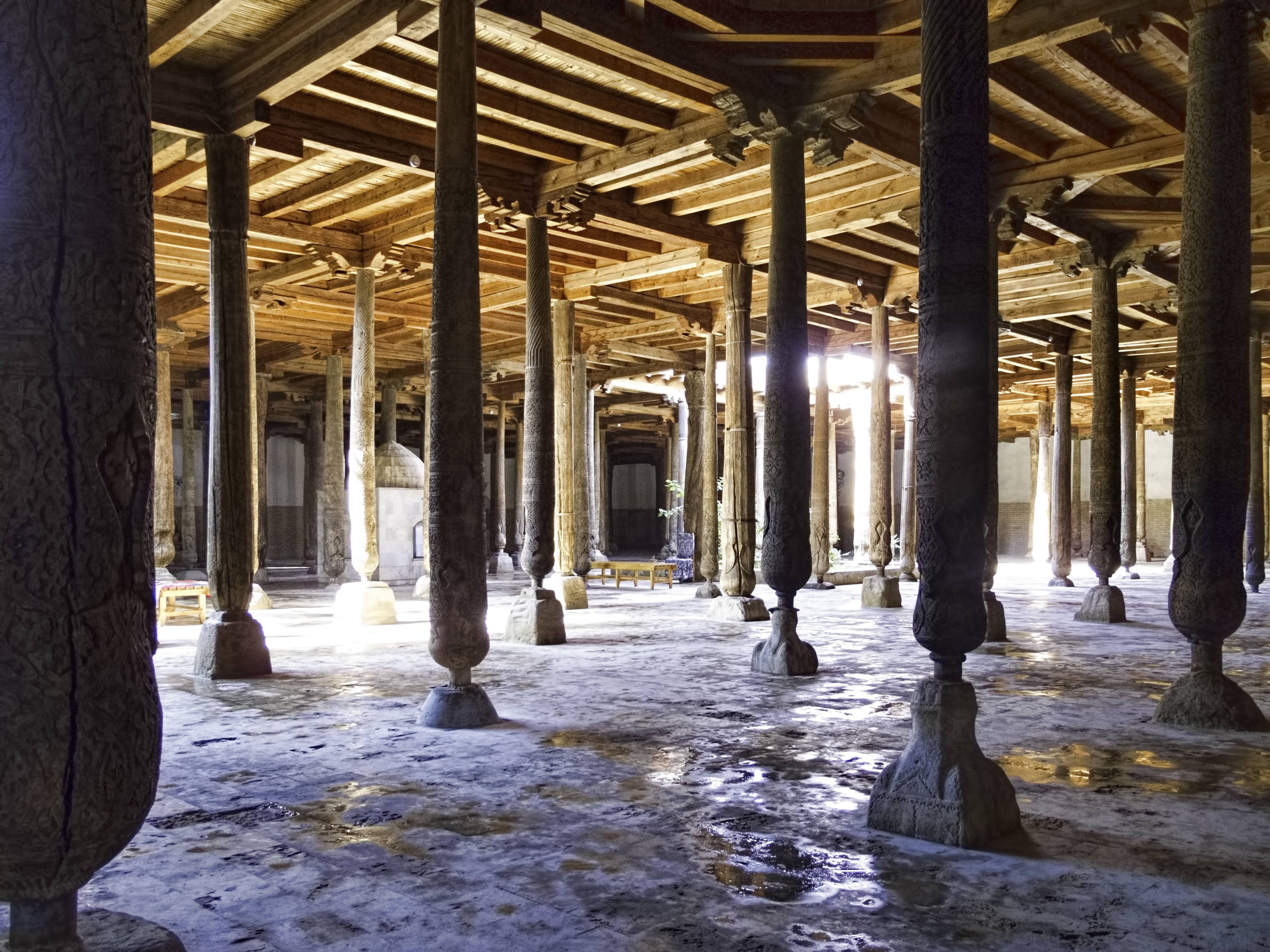
Il colonnato
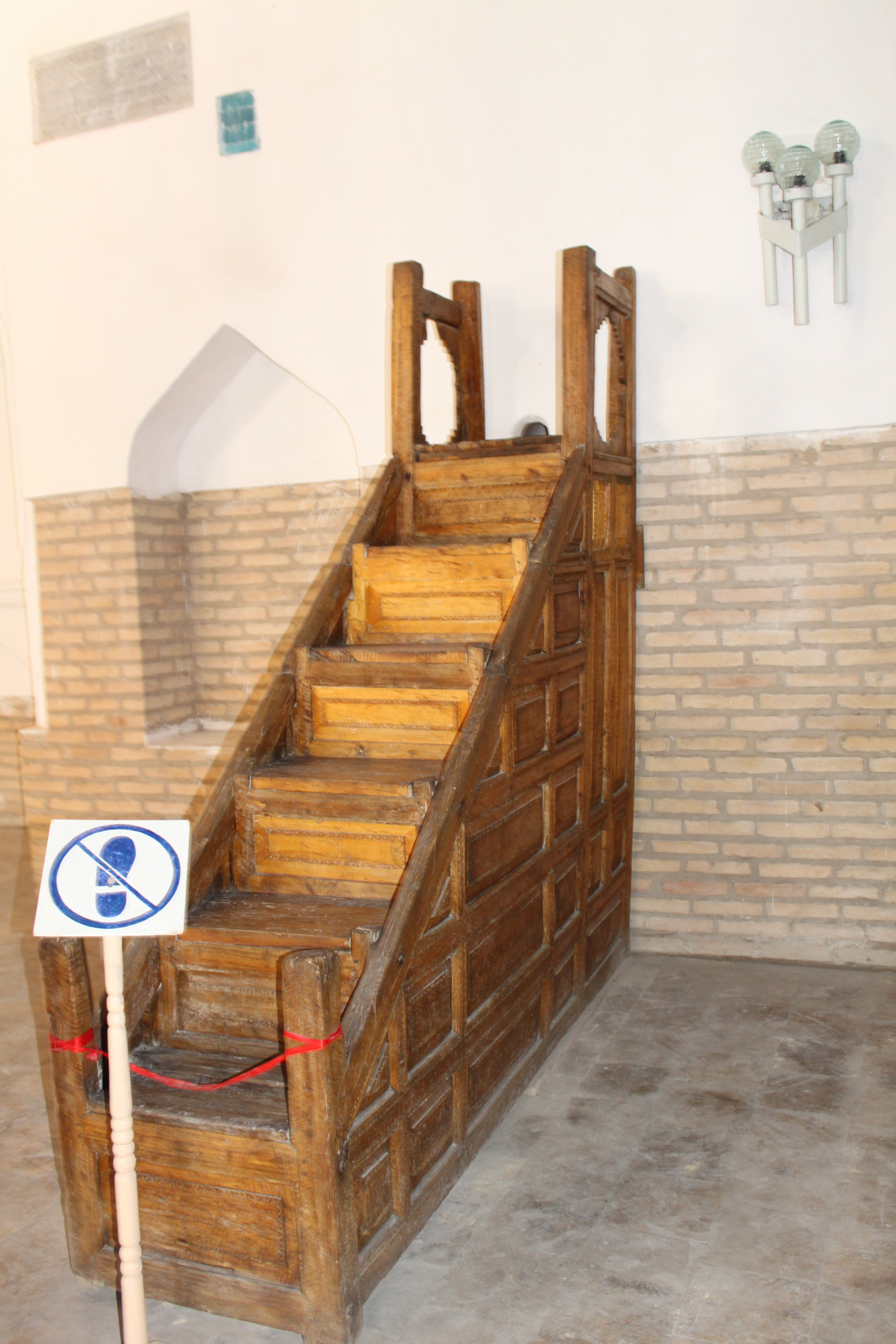